# Berryz Kobo
Berryz Koubou hay còn viết là Berryz Kobo (Berryz工房) là nhóm nhạc hiện nay gồm 7 thành viên (một thành viên rời nhóm vào năm 2005) trong Hello! Project Kids trực thuộc Hello! Project hoạt động dưới sự quản lý của nhà sản xuất kiêm nhạc sĩ Tsunku

## Thành viên

### Hiện Tại
- Shimizu Saki (清水佐紀, nhóm trưởng)
- Tsugunaga Momoko (嗣永桃子)
- Tokunaga Chinami (徳永千奈美)
- Sudou Maasa (須藤茉麻)
- Natsuyaki Miyabi (夏焼雅)
- Kumai Yurina (熊井友理奈)
- Sugaya Risako (菅谷梨沙子)

### Thành viên cũ
- Ishimura Maiha (石村舞波, rời nhóm vào tháng 10 năm 2005)

## Hình thành
"Berryz Kobo" được thông báo về sự ra đời vào ngày 14 tháng 1 năm 2004 tại 1 buổi lễ của Hello! Project Club. Từ "工房" trong tên của nhóm có nghĩa như một công xưởng, hàm ý các thành viên sẽ thay đổi theo thời gian bởi các Hello! Project Kids tương tự như Morning Musume - một trong các nhóm nhạc nữ thành công nhất ở Nhật. Tuy nhiên ý tưởng này về sau không được áp dụng khi các Hello! Project Kids còn lại đã cùng nhau trở thành 1 nhóm nhạc riêng dưới tên °C-ute.

## Phát triển
Vào ngày 03.03.2004, nhóm chính thức xuất hiện trong buổi buổi diễn chung với W (Double U). Cũng trong tháng, single đầu tiên của nhóm được phát hành với tiêu đề "Anata Nashi de wa Ikite Yukenai". 4 tháng sau, nhóm ra mắt album đầu tay "1st Cho Berryz", hoàn tất bộ 3 single trong năm đầu hoạt động.
Ngày 30.03.2008, Berryz Kobo có buổi phát thanh đầu tiên của riêng nhóm trên radio với tên gọi "Berryz工房 起立! 礼! 着席!", có nghĩa là "Berryz Kobo đứng dậy! Cúi chào! Ngồi!" như cách cách học sinh chào giáo viên khi vào lớp. Chương trình trên radio của nhóm diễn ra hàng tuần từ 23:35 đến 23:50.
Vào tháng 9 năm 2005, để tập trung toàn bộ thời gian cho việc học, tuyên bố về việc rời khỏi Hello! Project của Maiha chính thức được thông báo. Buổi biểu diễn vào tối ngày 2 tháng 10 năm 2005 trong tour diễn "Berryz Kobo Concert Tour 2005 Aki ~Switch On!~" (Berryz工房コンサートツアー2005秋 ～スイッチON!～) cũng là lần cuối cùng Maiha xuất hiện ở vị trí thành viên của Berryz Kobo. Buổi diễn vì thế còn được gọi là Maiha's Graduation Concert.
Tháng 1 năm 2007, Berryz Koubou trở thành nhóm nhạc nữ trẻ nhất được trình diễn tại nhà thi đấu Saitama Super Arena khi độ tuổi trung bình của các thành viên chưa tới 14. Buổi biểu diễn với tổng số lượng vé là 20.000 được bán hết trước 2 tháng và được bố trí thêm chỗ vài ngày trước khi bắt đầu.
Tháng 10 năm 2008, tại Asia Song Festival lần thứ 5 (Asia Song Festival) tổ chức tại Seoul, Hàn Quốc, Berryz Kobo đã giành được danh hiệu Nghệ sĩ Mới châu Á (Asia Newcomer Award) cùng với nhóm nhạc Hàn Quốc SHINee

## Danh sách đĩa nhạc[2]

### Đĩa đơn
| #  | Tựa đề                                                                 | Ngày phát hành | Tiêu thụ | Hát chính                                                       |
| -- | ---------------------------------------------------------------------- | -------------- | -------- | --------------------------------------------------------------- |
| 1  | Anata Nashi de wa Ikite Yukenai (あなたなしでは生きてゆけない)         | 2004.03.03     | 15.315   | Natsuyaki Miyabi, Sugaya Risako                                 |
| 2  | Fighting Pose wa Date ja nai! (ファイティングポーズはダテじゃない!)    | 2004.04.28     | 9.634    | Natsuyaki Miyabi, Sugaya Risako                                 |
| 3  | Piriri to Yukou! (ピリリと行こう!)                                     | 2004.05.26     | 10.476   | Natsuyaki Miyabi, Tsugunaga Momoko                              |
| 4  | Happiness ~Koufuku Kangei!~ (ハピネス～幸福歓迎!～)                    | 2004.08.25     | 13.691   | Natsuyaki Miyabi, Sugaya Risako                                 |
| 5  | Koi no Jubaku (恋の呪縛)                                               | 2004.11.10     | 16.436   | Natsuyaki Miyabi, Tsugunaga Momoko, Sugaya Risako, Kumai Yurina |
| 6  | Special Generation (スッペシャルェネレ～ション)                        | 2005.03.30     | 24.449   | Natsuyaki Miyabi, Sugaya Risako, Tsugunaga Momoko               |
| 7  | Nanchuu Koi wo Yatteruu YOU KNOW? (なんちゅう恋をやってるぅ YOU KNOW?) | 2005.06.08     | 19.804   | Natsuyaki Miyabi, Tsugunaga Momoko, Sugaya Risako               |
| 8  | 21ji Made no Cinderella (21時までのシンデレラ)                         | 2005.08.03     | 20.464   | Natsuyaki Miyabi, Sugaya Risako                                 |
| 9  | Gag 100 Kaibun Aishite Kudasai (ギャグ100回分愛してください)           | 2005.11.23     | 16.779   | Tsugunaga Momoko                                                |
| 10 | Jiriri Kiteru (ジリリ キテル)                                          | 2006.03.29     | 19.273   | Natsuyaki Miyabi, Tsugunaga Momoko                              |
| 11 | Waracchaou yo BOYFRIEND (笑っちゃおうよ BOYFRIEND)                     | 2006.08.02     | 20.325   | Tsugunaga Momoko, Kumai Yurina                                  |
| 12 | Munasawagi Scarlet (胸騒ぎスカーレット)                                | 2006.12.06     | 23.090   | Natsuyaki Miyabi, Tsugunaga Momoko                              |
| 13 | VERY BEAUTY                                                            | 2007.03.07     | 20.227   | Natsuyaki Miyabi, Sugaya Risako                                 |
| 14 | Kokuhaku no Funsui Hiroba (告白の噴水広場)                             | 2007.06.27     | 24.489   | Natsuyaki Miyabi, Sugaya Risako                                 |
| 15 | Tsukiatteru no ni Kataomoi (付き合ってるのに片思い)                    | 2007.11.28     | 31.787   | Natsuyaki Miyabi, Sugaya Risako, Tsugunaga Momoko               |
| 16 | Dschinghis Khan (ジンギスカン)                                         | 2008.03.12     | 37.096   | Sugaya Risako                                                   |
| 17 | Yuke Yuke Monkey Dance (行け 行け モンキーダンス)                      | 2008.07.09     | 33.017   | Sugaya Risako                                                   |
| 18 | MADAYADE                                                               | 2008.11.05     | ???      | Tsugunaga Momoko, Kumai Yurina, Tokunaga Chinami                |

### Special Releases[2]
| # | Tựa đề                                                     | Ngày phát hành | Tiêu thụ |
| - | ---------------------------------------------------------- | -------------- | -------- |
| 1 | Dschinghis Khan Tartar Mix (ジンギスカン タルタルミックス) | 2008.09.17     | 3.829    |

### Albums
| #   | Tựa đề                                                                          | Ngày phát hành | Tiêu thụ |
| --- | ------------------------------------------------------------------------------- | -------------- | -------- |
| 1   | 1st Cho Berryz (超ベリーズ)                                                     | 2004.07.07     | 14.816   |
| 2   | Dai ② Seichouki(第②成長記)                                                      | 2005.11.16     | 14.631   |
| 2.5 | Special! Best Mini ~2.5 Maime no Kare~ (スッペシャル!ベストミニ～2.5枚目の彼～) | 2005.12.07     | 7.072    |
| 3   | ③ Natsu Natsu Mini Berryz(③夏夏ミニベリーズ)                                    | 2006.07.05     | 10.988   |
| 4   | 4th Ai no Nanchara Shisuu(4th 愛のなんちゃら指数)                               | 2007.08.01     | 14.297   |
| 5   | 5 (FIVE)                                                                        | 2008.09.10     | 14.415   |

### Best Albums
| # | Tựa đề | Ngày phát hành | Tiêu thụ |
| - | ------ | -------------- | -------- |
| 1 | TBA    | 2009.01.14     | ???      |

## DVD[3]
| #  | Tên đĩa                                                                                | Ngày phát hành |
| -- | -------------------------------------------------------------------------------------- | -------------- |
| 1  | Single V "Anata Nashi de wa Ikite Yurenai" (シングルVあなたなしでは生きてゆけない)     | 2004-03-17     |
| 2  | Single V "Fighting Pose wa Date ja nai!" (シングルVファイティングポーズはダテじゃない! | 2004-05-12     |
| 3  | Single V "Piriri to Yukou!" (シングルVピリリと行こう!)                                 | 2004-06-09     |
| 4  | Single V "Happiness ~Kofuku Kangei~" (シングルVハピネス～幸福歓迎!～)                  | 2004-09-08     |
| 5  | Single V "Special Generation" (シングルVスッペシャル ジェネレ〜ション)                 | 2005-04-20     |
| 6  | Single V "Nanchū Koi wo Yatteru You Know?" (シングルVなんちゅう恋をやってる You Know?) | 2005-06-22     |
| 7  | Single V "21ji Made no Cinderella" (シングルV21時までのシンデレラ)                     | 2005-08017     |
| 8  | Single V " Gag 100kaibun Aishitekudasai (シングルＶ ギャグ100回分 愛してください)      | 2005-12-07     |
| 9  | Single V "Jiriri Kiteru" (シングルVジリリ キテル)                                      | 2006-04-05     |
| 10 | Single V "Waracchaō yo Boyfriend" (シングルV笑っちゃおうよBOYFRIEND)                   | 2006-08-19     |
| 11 | Single V "Munasawagi Scarlet" (シングルV胸さわぎスカーレット)                          | 2006-12-27     |
| 12 | Single V "Very Beauty"                                                                 | 2007-03-27     |
| 13 | Singgle V "Kokuhaku no Funsui Hiroba" (シングルV告白の噴水広場)                        | 2007-7-11      |
| 14 | Single V "Dsinish Khan" (シングルVジンギスカン)                                        | 2008-3-26      |
| 15 | Single V "Yuke Yuke Money Dance" (シングルV行け 行け モンキーダンス)                   | 2008-7-23      |
| 16 | Single V "MADAYADE" (シングルV MADAYADE                                                | 2008-11-19)    |

### Tạp chí DVD
| #  | Tựa đề                                                                                    | Ngày phát hành |
| -- | ----------------------------------------------------------------------------------------- | -------------- |
| 1  | 2004 年夏ファーストコンサートツアー｢Wスタンバイ!ダブルユー＆ベリーズ工房!｣DVDパンフレット | 2004-8-10      |
| 2  | Berryz工房 DVD MAGAZINE Vol.1                                                             | 2005-6-4       |
| 3  | W&Berryz工房 DVD MAGAZINE Vol.2                                                           | 2005-8-6       |
| 4  | Berryz工房 DVD MAGAZINE Vol.3                                                             | 2005-9-11      |
| 5  | Berryz工房 DVD MAGAZINE Vol.4                                                             | 2006-3-26      |
| 6  | Berryz工房 DVD MAGAZINE Vol.5                                                             | 2006-3-26      |
| 7  | Berryz工房 DVD MAGAZINE Vol.6                                                             | 2006-7-29      |
| 8  | Berryz工房 DVD MAGAZINE Vol.7                                                             | 2006-7-29      |
| 9  | Berryz工房 DVD MAGAZINE Vol.8 (từng thành viên)                                           | 2007-4-1       |
| 10 | Berryz工房 DVD MAGAZINE Vol.9                                                             | 2007-8-11      |
| 11 | Berryz工房 DVD MAGAZINE Vol.10                                                            | 2007-11-3      |
| 12 | Berryz工房＆℃-ute DVD PAMPHLET                                                            | 2008-4-20      |
| 13 | Berryz工房 DVD MAGAZINE Vol.11                                                            | 2008-4-20      |
| 14 | Berryz工房 DVD MAGAZINE Vol.12                                                            | 2008-9-6       |
| 15 | Berryz工房 DVD MAGAZINE Vol.13                                                            | 2008-10-11     |

### DVD tuyển tập
| # | Tựa đề                                                               | Ngày phát hành |
| - | -------------------------------------------------------------------- | -------------- |
| 1 | Berryz Kobo Single V Collection 1 (Berryz工房 シングルVクリップス 1) | 2004-12-15     |
| 2 | Berryz Kobo Single V Collection 2 (Berryz工房シングルVクリップス2)   | 2006-02-22     |
| 3 | Berryz Kobo Single V Collection 3 (Berryz工房シングルVクリップス3)   | 2006-12-12     |

### DVD Concerts
| #  | Tựa đề | Ngày phát hành |
| -- | --- | -------------- |
| 1  | 2004 Natsu First Concert tour ~W Standby! Double You & Berryz Kobo! (2004夏 ファーストコンサートツアー～Wスタンバイ!ダブルユー&ベリーズ工房!)                                                                                               | 2004-11-17     |
| 2  | 2005 Shoka Hatsutandoku ~Marugoto~ (ライブツアー2005初夏初単独～まるごと～) | 2005-09-22     |
| 3  | 2005nen Natsu W & Berryz Kobo Concert Tour "High Score!" (コンサートツアーHIGH SCORE!) | 2005-11-09     |
| 4  | Berryz Kobo Live Tour 2005 Aki ~Switch On!~ (ライブツアー 2005秋～スイッチON!～) | 2005-12-28     |
| 5  | Berryz Kobo Concert Tour 2006 Haru ~Nyoki Nyoki Champion~ (コンサートツアー2006春～にょきにょきチャンピオン！～) | 2006-07-19     |
| 6  | Berryz Kobo Summer Concert 2006 Natsu natsu - Anata wo Suki ninaru Sangensoku (サマーコンサートツアー2006夏夏!~あなたを好きになる三原則~)                                                                                                   | 2006-10-25     |
| 7  | Berryz Concert Tour 2007 Cherry Trees in Full Bloom Berryz Kobo Live - This is a Once in a Lifetime Event! (2007 桜満開 Berryz工房ライブ～この感動は二度とない瞬間である!)                                                                  | 2007-06-27     |
| 8  | Berryz Koubou Concert Tour 2007 Natsu ~Welcome! Berryz Kyuuden~ (Berryz工房コンサートツアー2007夏 ～ウェルカム!Berryz宮殿～) | 2007-10-31     |
| 9  | Berryz Koubou & °C-ute Nakayoshi Battle Concert Tour 2008 Haru ~Berryz Kamen vs Cutie Ranger~ with Berryz Koubou Tracks (Berryz工房&℃-ute 仲良しバトルコンサートツアー2008春～Berryz仮面 vs キューティーレンジャー～with Berryz工房 Tracks) | 2008-07-16     |
| 10 | Berryz Koubou Concert Tour 2008 Aki ~Berikore!~ | 2008-12-17     |

### DVD Fan Club
| #  | Tựa đề | Ngày phát hành |
| -- | --- | -------------- |
| 1  | よろしく!センパイ Girls Growing Up～Berryz工房成長記～ | 2005-9-7       |
| 2  | Hello! days Berryz工房ファンの集い | 2007-2-10      |
| 3  | Hello! days EXTRA. Berryz工房ファンの集い オフショット満載! | 2007-2-24      |
| 4  | Berryz工房 3周年スペシャル 奇跡のDVD | 2007-6-9       |
| 5  | Hello! days Berryz工房 First fan club tour 2007 | 2007-6-26      |
| 6  | Hello! days Berryz工房ファンの集い2 | 2007-9-26      |
| 7  | Hello! days EXTRA. Berryz工房'07 | 2007-10-27     |
| 8  | Berryz days | 2008-3-26      |
| 9  | Berryz Koubou Fan Club in Yamanashi ~Hito aishihayai Christmas Party~ (Berryz工房ファンクラブツアーinやまなし～ひと足早いクリスマスParty～)(FC Limited)                                                    | 2008-04-26     |
| 10 | Hello! days EXTRA. Berryz Koubou Fan Club in Yamanashi ~Hito Aishihayai Christmas Party~ EXTRA (Hello! days EXTRA. Berryz Kobo ファンクラブツーinやまなし～ひと足早いクリスマスParty～ EXTRA) (FC Limited) | 2008-05-24     |

### DVD kịch
- [2008.02.20] Geki Haro Dai 3 Kai Kouen ~Reverse! ~Watashi no Karada doko desu ka?~ (ゲキハロ第3回公演～リバース！ ～私の体どこですか？～)
- [2007-01-17] Edo kara Chakushin!? ~Timeslip to Kengai (|江戸から着信!?～タイムスリップto圏外!)

## Photo Books
- [2005.05.19] Berryz Koubou
- [2005.08.02] SEASONZ

### Concert Photobooks
| # | Tên sách | Ngày phát hành |
| - | --- | -------------- |
| 1 | Marugoto (まるごと) | 2005.08.25     |
| 2 | Abe Natsumi + Berryz Koubou Hello! Project 2005 Natsu no Kayou Show '05 Selection! Collection! (安倍なつみ+ベリーズ工房Hello!Project2005夏の歌謡ショー―05'セレクション!コレクション) | 2005.10.25     |
| 3 | Switch ON! (スイッチON!) | 2005.12.02     |
| 4 | Nyoki Nyoki Champion (にょきにょきチャンピオン!!) | 2006.07.05     |
| 5 | Berryz Kobo & °C-ute in Hello! Project 2006 Summer Wonderful Hearts Land | 2006.09.21     |
| 6 | 2007 Natsu ~Welcome! Berryz Kyuuden~ (2007 夏 ～ウェルカム！Berryz宮殿～) | 2007.10.04     |
| 7 | Berryz Kamen VS Cutie Ranger Live Shashinshuu Stage ver. (Berryz仮面 VS キューティーレンジャー ライブ写真集 ステージver.)                                                            | 2008.07.04     |
| 8 | Berryz Kamen VS Cutie Ranger Live Shashinshuu Document ver. (Berryz仮面 VS キューティーレンジャー ライブ写真集 ドキュメントver.)                                                     | 2008.07.04     |

## Truyền thông

### TV
- [2005] Musume DOKYU! (娘DOKYU)
- [2008] Berikyuu! (ベリキュー!)
- [2008–] Yorosen! (よろセン!)

### Đài Radio
- [2004–] Berryz Koubou Kiritsu! Rei! Chakuseki! (Berryz工房 起立! 礼! 着席!)